# Pezzolo Valle Uzzone
Pezzolo Valle Uzzone (piemontiul: Pseu) település Olaszországban, Piemont régióban, Cuneo megyében. Lakosainak száma 305 fő (2023. január 1.). Pezzolo Valle Uzzone Bergolo, Castelletto Uzzone, Cortemilia, Levice, Piana Crixia és Serole községekkel határos.

## Népesség
A település lakossága az elmúlt években az alábbi módon változott:
| Lakosok száma | 339  | 353  | 305  |
|               | 2017 | 2018 | 2023 |